# Chimarrogale phaeura
Chimarrogale phaeura är en däggdjursart som beskrevs av Thomas 1898. Chimarrogale phaeura ingår i släktet Chimarrogale och familjen näbbmöss. IUCN kategoriserar arten globalt som starkt hotad. Inga underarter finns listade i Catalogue of Life.
Denna näbbmus förekommer endemisk på nordvästra Borneo. Arten vistas i fuktiga bergsskogar och i andra fuktiga områden. Den hittas ofta vid bäckar eller andra vattendrag och den lever delvis i vattnet. Chimarrogale phaeura äter ryggradslösa djur.